# Torghattenolyckan
Torghattenolyckan var en flygolycka som inträffade den 6 maj 1988 då ett norskt Widerøe-flyg av typen Dash 7 (reg. LN-WFN) havererade vid Torghatten utanför Brønnøysund under inflygning till Brønnøysund flygplats, Brønnøy. Alla 36 ombord omkom.
Olyckan blev en av de värsta med Dash 7.